# 마루야에촌
마루야에촌(일본어: 丸八江村)은 일본 교토부 가사군에 설치되었던 촌이다. 현재의 마이즈루시 북서부에 해당한다.

## 역사
- 1889년 4월 1일 - 정촌제 시행에 의해 4촌의 구역을 가지고 성립하였다.
- 1928년 10월 1일 - 시노노메촌과 합병해 야쿠모촌이 성립, 동일 마루야에촌은 폐지되었다.

## 교통

### 도로
- 미야즈 가도 (현 국도 제175호선,국도 제178호선)
- 단고 가도 (현 국도 제175호선)

## 참고문헌
- 가도카와 일본 지명 대사전 26 京都府